# Éliminatoires de la Coupe du monde de football 2014, zone Europe, groupe A
Cet article donne les résultats des matches du groupe A de la zone Europe du tour préliminaire de la coupe du monde de football 2014.

## Classement
| Rang | Équipe         | Pts | J  | G | N | P | Bp | Bc | Diff |  | Résultats (▼ dom., ► ext.) |     |     |     |     |     |     |
| ---- | -------------- | --- | -- | - | - | - | -- | -- | ---- |  | -------------------------- | --- | --- | --- | --- | --- | --- |
| 1    | Belgique       | 26  | 10 | 8 | 2 | 0 | 18 | 4  | +14  |  | Belgique                   |     | 1-1 | 2-1 | 2-0 | 1-1 | 1-0 |
| 2    | Croatie        | 17  | 10 | 5 | 2 | 3 | 12 | 9  | +3   |  | Croatie                    | 1-2 |     | 2-0 | 0-1 | 2-0 | 1-0 |
| 3    | Serbie         | 14  | 10 | 4 | 2 | 4 | 18 | 11 | +7   |  | Serbie                     | 0-3 | 1-1 |     | 2-0 | 6-1 | 5-1 |
| 4    | Écosse         | 11  | 10 | 3 | 2 | 5 | 8  | 12 | -4   |  | Écosse                     | 0-2 | 2-0 | 0-0 |     | 1-2 | 1-1 |
| 5    | Pays de Galles | 10  | 10 | 3 | 1 | 6 | 9  | 20 | -11  |  | Pays de Galles             | 0-2 | 1-2 | 0-3 | 2-1 |     | 1-0 |
| 6    | Macédoine      | 7   | 10 | 2 | 1 | 7 | 7  | 16 | -9   |  | Macédoine                  | 0-2 | 1-2 | 1-0 | 1-2 | 2-1 |     |

- L'Écosse est éliminée depuis le 26 mars 2013, à la suite de sa défaite (2-0) en Serbie conjuguée à la victoire (1-2) des Croates au Pays de Galles.
- La Belgique est assurée de se qualifier au moins pour les barrages à la suite de sa victoire (2-1) face à la Serbie, le 7 juin 2013.
- Le Pays de Galles est éliminé à la suite de sa défaite (2-1) en Macédoine, le 6 septembre 2013.
- La Macédoine est éliminée depuis le 6 septembre 2013 malgré sa victoire (2-1) sur le Pays de Galles, à la suite du match nul (1-1) entre les Croates et les Serbes.
- La Serbie est éliminée à la suite de son match nul (1-1) contre la Croatie, le 6 septembre 2013.
- La Croatie est assurée de jouer au moins les barrages à la suite de son match nul (1-1) en Serbie, le 6 septembre 2013.
- À la suite de sa victoire (1-2) en Croatie, la Belgique est assurée de terminer à la première place du groupe et se qualifie pour la phase finale. Son adversaire devra disputer les barrages pour se qualifier.

## Résultats et calendrier
Le calendrier du groupe A a été décidé le 23 novembre 2011 à Bruxelles (Belgique).
| 1re journée                  | Croatie     | 1 - 0   | Macédoine | Stade Maksimir, Zagreb                           |                                                  |
| 7 septembre 2012 20:15 UTC+1 | Jelavić 69e | (0 - 0) |           | Spectateurs : 13 883 Arbitrage : Alon Yefet (en) | Spectateurs : 13 883 Arbitrage : Alon Yefet (en) |
| 7 septembre 2012 20:15 UTC+1 | Rapport     |         |           | Spectateurs : 13 883 Arbitrage : Alon Yefet (en) | Spectateurs : 13 883 Arbitrage : Alon Yefet (en) |

|             | Pays de Galles | 0 - 2   | Belgique                     | Cardiff City Stadium, Cardiff                       |                                                     |
| 19:45 UTC+0 |                | (0 - 1) | 42e Kompany · 83e Vertonghen | Spectateurs : 20 156 Arbitrage : Stefan Johannesson | Spectateurs : 20 156 Arbitrage : Stefan Johannesson |
| 19:45 UTC+0 | Rapport        |         |                              | Spectateurs : 20 156 Arbitrage : Stefan Johannesson | Spectateurs : 20 156 Arbitrage : Stefan Johannesson |

| 8 septembre 2012 | Écosse  | 0 - 0 | Serbie | Hampden Park, Glasgow                           |                                                 |
| 15:00 UTC+0      |         |       |        | Spectateurs : 47 369 Arbitrage : Jonas Eriksson | Spectateurs : 47 369 Arbitrage : Jonas Eriksson |
| 15:00 UTC+0      | Rapport |       |        | Spectateurs : 47 369 Arbitrage : Jonas Eriksson | Spectateurs : 47 369 Arbitrage : Jonas Eriksson |

| 2e journée                    | Belgique     | 1 - 1   | Croatie    | Stade Roi-Baudouin, Bruxelles                             |                                                           |
| 11 septembre 2012 20:45 UTC+2 | Gillet 45+1e | (1 - 1) | 6e Perišić | Spectateurs : 39 987 Arbitrage : Alberto Undiano Mallenco | Spectateurs : 39 987 Arbitrage : Alberto Undiano Mallenco |
| 11 septembre 2012 20:45 UTC+2 | Rapport      |         |            | Spectateurs : 39 987 Arbitrage : Alberto Undiano Mallenco | Spectateurs : 39 987 Arbitrage : Alberto Undiano Mallenco |

|             | Écosse     | 1 - 1   | Macédoine   | Hampden Park, Glasgow                           |                                                 |
| 20:00 UTC+0 | Miller 43e | (1 - 1) | 11e Noveski | Spectateurs : 32 430 Arbitrage : Sergei Karasev | Spectateurs : 32 430 Arbitrage : Sergei Karasev |
| 20:00 UTC+0 | Rapport    |         |             | Spectateurs : 32 430 Arbitrage : Sergei Karasev | Spectateurs : 32 430 Arbitrage : Sergei Karasev |

|             | Serbie                                                                           | 6 - 1   | Pays de Galles | Stade Karađorđe, Novi Sad                     |                                               |
| 20:30 UTC+2 | Kolarov 16e · Tošić 24e · Đuričić 37e · Tadić 55e · Ivanović 80e · Sulejmani 90e | (3 - 1) | 31e Bale       | Spectateurs : 10 660 Arbitrage : Duarte Gomes | Spectateurs : 10 660 Arbitrage : Duarte Gomes |
| 20:30 UTC+2 | Rapport                                                                          |         |                | Spectateurs : 10 660 Arbitrage : Duarte Gomes | Spectateurs : 10 660 Arbitrage : Duarte Gomes |

| 3e journée                  | Macédoine   | 1 - 2   | Croatie                   | Philip II Arena, Skopje                          |                                                  |
| 12 octobre 2012 20:30 UTC+1 | Ibraimi 16e | (1 - 1) | 33e Ćorluka · 60e Rakitić | Spectateurs : 25 230 Arbitrage : Peter Rasmussen | Spectateurs : 25 230 Arbitrage : Peter Rasmussen |
| 12 octobre 2012 20:30 UTC+1 | Rapport     |         |                           | Spectateurs : 25 230 Arbitrage : Peter Rasmussen | Spectateurs : 25 230 Arbitrage : Peter Rasmussen |

|             | Serbie  | 0 - 3   | Belgique                                     | Crvena Zvezda, Belgrade                         |                                                 |
| 20:30 UTC+1 |         | (0 - 1) | 34e Benteke · 68e De Bruyne · 90+1e Mirallas | Spectateurs : 21 650 Arbitrage : Pavel Královec | Spectateurs : 21 650 Arbitrage : Pavel Královec |
| 20:30 UTC+1 | Rapport |         |                                              | Spectateurs : 21 650 Arbitrage : Pavel Královec | Spectateurs : 21 650 Arbitrage : Pavel Královec |

|             | Pays de Galles      | 2 - 1   | Écosse       | Cardiff City Stadium, Cardiff                  |                                                |
| 19:45 UTC+0 | Bale 81e (pen.) 87e | (0 - 1) | 27e Morrison | Spectateurs : 23 249 Arbitrage : Florian Meyer | Spectateurs : 23 249 Arbitrage : Florian Meyer |
| 19:45 UTC+0 | Rapport             |         |              | Spectateurs : 23 249 Arbitrage : Florian Meyer | Spectateurs : 23 249 Arbitrage : Florian Meyer |

| 4e journée                  | Belgique                  | 2 - 0   | Écosse | Stade Roi-Baudouin, Bruxelles                     |                                                   |
| 16 octobre 2012 20:45 UTC+1 | Benteke 68e · Kompany 71e | (0 - 0) |        | Spectateurs : 44 132 Arbitrage : Tom Harald Hagen | Spectateurs : 44 132 Arbitrage : Tom Harald Hagen |
| 16 octobre 2012 20:45 UTC+1 | Rapport                   |         |        | Spectateurs : 44 132 Arbitrage : Tom Harald Hagen | Spectateurs : 44 132 Arbitrage : Tom Harald Hagen |

|             | Croatie                     | 2 - 0   | Pays de Galles | Stade Gradski vrt, Osijek                        |                                                  |
| 20:00 UTC+1 | Mandžukić 27e · Eduardo 57e | (1 - 0) |                | Spectateurs : 17 500 Arbitrage : Alexandru Tudor | Spectateurs : 17 500 Arbitrage : Alexandru Tudor |
| 20:00 UTC+1 | Rapport                     |         |                | Spectateurs : 17 500 Arbitrage : Alexandru Tudor | Spectateurs : 17 500 Arbitrage : Alexandru Tudor |

|             | Macédoine          | 1 - 0   | Serbie | Philip II Arena, Skopje                      |                                              |
| 20:30 UTC+1 | Ibraimi 59e (pen.) | (0 - 0) |        | Spectateurs : 26 181 Arbitrage : Bas Nijhuis | Spectateurs : 26 181 Arbitrage : Bas Nijhuis |
| 20:30 UTC+1 | Rapport            |         |        | Spectateurs : 26 181 Arbitrage : Bas Nijhuis | Spectateurs : 26 181 Arbitrage : Bas Nijhuis |

| 5e journée               | Croatie                  | 2 - 0   | Serbie | Stade Maksimir, Zagreb                        |                                               |
| 22 mars 2013 18:00 UTC+1 | Mandžukić 23e · Olić 37e | (2 - 0) |        | Spectateurs : 35 722 Arbitrage : Cüneyt Çakır | Spectateurs : 35 722 Arbitrage : Cüneyt Çakır |
| 22 mars 2013 18:00 UTC+1 | Rapport                  |         |        | Spectateurs : 35 722 Arbitrage : Cüneyt Çakır | Spectateurs : 35 722 Arbitrage : Cüneyt Çakır |

|             | Macédoine | 0 - 2   | Belgique                          | Philip II Arena, Skopje                        |                                                |
| 20:45 UTC+1 |           | (0 - 1) | 26e De Bruyne · 62e (pen.) Hazard | Spectateurs : 15 947 Arbitrage : Deniz Aytekin | Spectateurs : 15 947 Arbitrage : Deniz Aytekin |
| 20:45 UTC+1 | Rapport   |         |                                   | Spectateurs : 15 947 Arbitrage : Deniz Aytekin | Spectateurs : 15 947 Arbitrage : Deniz Aytekin |

|             | Écosse       | 1 - 2   | Pays de Galles                      | Hampden Park, Glasgow                           |                                                 |
| 20:00 UTC+0 | Hanley 45+2e | (1 - 0) | 72e (pen.) Ramsey · 74e Robson-Kanu | Spectateurs : 39 365 Arbitrage : Antony Gautier | Spectateurs : 39 365 Arbitrage : Antony Gautier |
| 20:00 UTC+0 | Rapport      |         |                                     | Spectateurs : 39 365 Arbitrage : Antony Gautier | Spectateurs : 39 365 Arbitrage : Antony Gautier |

| 6e journée               | Belgique   | 1 - 0   | Macédoine | Stade Roi-Baudouin, Bruxelles                         |                                                       |
| 26 mars 2013 20:45 UTC+1 | Hazard 62e | (0 - 0) |           | Spectateurs : 44 230 Arbitrage : Olegário Benquerença | Spectateurs : 44 230 Arbitrage : Olegário Benquerença |
| 26 mars 2013 20:45 UTC+1 | Rapport    |         |           | Spectateurs : 44 230 Arbitrage : Olegário Benquerença | Spectateurs : 44 230 Arbitrage : Olegário Benquerença |

|             | Serbie          | 2 - 0   | Écosse | Stade Karađorđe, Novi Sad                  |                                            |
| 20:30 UTC+1 | Đuričić 60e 66e | (0 - 0) |        | Spectateurs : 6 500 Arbitrage : István Vad | Spectateurs : 6 500 Arbitrage : István Vad |
| 20:30 UTC+1 | Rapport         |         |        | Spectateurs : 6 500 Arbitrage : István Vad | Spectateurs : 6 500 Arbitrage : István Vad |

|             | Pays de Galles  | 1 - 2   | Croatie                  | Liberty Stadium, Swansea                    |                                             |
| 19:45 UTC+0 | Bale 21e (pen.) | (1 - 0) | 77e Lovren · 87e Eduardo | Spectateurs : 12 534 Arbitrage : Luca Banti | Spectateurs : 12 534 Arbitrage : Luca Banti |
| 19:45 UTC+0 | Rapport         |         |                          | Spectateurs : 12 534 Arbitrage : Luca Banti | Spectateurs : 12 534 Arbitrage : Luca Banti |

| 7e journée              | Belgique                     | 2 - 1   | Serbie      | Stade Roi-Baudouin, Bruxelles                    |                                                  |
| 7 juin 2013 20:45 UTC+2 | De Bruyne 13e · Fellaini 60e | (1 - 0) | 87e Kolarov | Spectateurs : 45 844 Arbitrage : Stéphane Lannoy | Spectateurs : 45 844 Arbitrage : Stéphane Lannoy |
| 7 juin 2013 20:45 UTC+2 | Rapport                      |         |             | Spectateurs : 45 844 Arbitrage : Stéphane Lannoy | Spectateurs : 45 844 Arbitrage : Stéphane Lannoy |

|             | Croatie | 0 - 1   | Écosse        | Stade Maksimir, Zagreb                                         |                                                                |
| 20:15 UTC+2 |         | (0 - 1) | 26e Snodgrass | Spectateurs : 25 016 Arbitrage : David Fernández Borbalán (en) | Spectateurs : 25 016 Arbitrage : David Fernández Borbalán (en) |
| 20:15 UTC+2 | Rapport |         |               | Spectateurs : 25 016 Arbitrage : David Fernández Borbalán (en) | Spectateurs : 25 016 Arbitrage : David Fernández Borbalán (en) |

| 8e journée                   | Macédoine                       | 2 - 1   | Pays de Galles    | Philip II Arena, Skopje       |                               |
| 6 septembre 2013 19:00 UTC+2 | Tričkovski 21e · Trajkovski 80e | (1 - 1) | 39e (pen.) Ramsey | Arbitrage : Sascha Kever (nl) | Arbitrage : Sascha Kever (nl) |
| 6 septembre 2013 19:00 UTC+2 | Rapport                         |         |                   | Arbitrage : Sascha Kever (nl) | Arbitrage : Sascha Kever (nl) |

|             | Écosse  | 0 - 2   | Belgique                  | Hampden Park, Glasgow                              |                                                    |
| 20:00 UTC+1 |         | (0 - 1) | 38e Defour · 89e Mirallas | Spectateurs : 36 000 Arbitrage : Paolo Tagliavento | Spectateurs : 36 000 Arbitrage : Paolo Tagliavento |
| 20:00 UTC+1 | Rapport |         |                           | Spectateurs : 36 000 Arbitrage : Paolo Tagliavento | Spectateurs : 36 000 Arbitrage : Paolo Tagliavento |

|             | Serbie       | 1 - 1   | Croatie       | Crvena Zvezda, Belgrade                      |                                              |
| 20:45 UTC+2 | Mitrović 66e | (0 - 0) | 53e Mandžukić | Spectateurs : 35 000 Arbitrage : Felix Brych | Spectateurs : 35 000 Arbitrage : Felix Brych |
| 20:45 UTC+2 | Rapport      |         |               | Spectateurs : 35 000 Arbitrage : Felix Brych | Spectateurs : 35 000 Arbitrage : Felix Brych |

| 9e journée                    | Macédoine     | 1 - 2   | Écosse                 | Philip II Arena, Skopje                        |                                                |
| 10 septembre 2013 20:30 UTC+2 | Kostovski 84e | (0 - 0) | 60e Anya · 89e Maloney | Spectateurs : 16 000 Arbitrage : Fredy Fautrel | Spectateurs : 16 000 Arbitrage : Fredy Fautrel |
| 10 septembre 2013 20:30 UTC+2 | Rapport       |         |                        | Spectateurs : 16 000 Arbitrage : Fredy Fautrel | Spectateurs : 16 000 Arbitrage : Fredy Fautrel |

|             | Pays de Galles | 0 - 3   | Serbie                                     | Cardiff City Stadium, Cardiff                     |                                                   |
| 19:45 UTC+1 |                | (0 - 2) | 8e Djordjevic · 38e Kolarov · 55e Marković | Spectateurs : 10 923 Arbitrage : Szymon Marciniak | Spectateurs : 10 923 Arbitrage : Szymon Marciniak |
| 19:45 UTC+1 | Rapport        |         |                                            | Spectateurs : 10 923 Arbitrage : Szymon Marciniak | Spectateurs : 10 923 Arbitrage : Szymon Marciniak |

| 10e journée                 | Croatie      | 1 - 2   | Belgique       | Stade Maksimir, Zagreb                       |                                              |
| 11 octobre 2013 18:00 UTC+1 | Kranjčar 83e | (0 - 2) | 15e 38e Lukaku | Spectateurs : 13 000 Arbitrage : Howard Webb | Spectateurs : 13 000 Arbitrage : Howard Webb |
| 11 octobre 2013 18:00 UTC+1 | Rapport      |         |                | Spectateurs : 13 000 Arbitrage : Howard Webb | Spectateurs : 13 000 Arbitrage : Howard Webb |

|           | Pays de Galles | 1 - 0   | Macédoine | Cardiff City Stadium, Cardiff                  |                                                |
| 19:45 UTC | Church 67e     | (0 - 0) |           | Spectateurs : 11 257 Arbitrage : Suren Baliyan | Spectateurs : 11 257 Arbitrage : Suren Baliyan |
| 19:45 UTC | Rapport        |         |           | Spectateurs : 11 257 Arbitrage : Suren Baliyan | Spectateurs : 11 257 Arbitrage : Suren Baliyan |

| 10e journée                 | Serbie                                                                          | 5 - 1   | Macédoine   | Stade Jagodina, Jagodina                      |                                               |
| 15 octobre 2013 20:30 UTC+1 | Ristovski 16e (csc) · Basta 19e · Kolarov 38e (pen.) · Tadić 54e · Šćepović 74e | (3 - 0) | 83e Jahović | Spectateurs : 8 294 Arbitrage : Richard Trutz | Spectateurs : 8 294 Arbitrage : Richard Trutz |
| 15 octobre 2013 20:30 UTC+1 | Rapport                                                                         |         |             | Spectateurs : 8 294 Arbitrage : Richard Trutz | Spectateurs : 8 294 Arbitrage : Richard Trutz |

|             | Belgique      | 1 - 1   | Pays de Galles | Stade Roi-Baudouin, Bruxelles                   |                                                 |
| 21:00 UTC+1 | De Bruyne 64e | (0 - 0) | 88e Ramsey     | Spectateurs : 45 401 Arbitrage : Sergei Karasev | Spectateurs : 45 401 Arbitrage : Sergei Karasev |
| 21:00 UTC+1 | Rapport       |         |                | Spectateurs : 45 401 Arbitrage : Sergei Karasev | Spectateurs : 45 401 Arbitrage : Sergei Karasev |

|           | Écosse                       | 2 - 0   | Croatie | Hampden Park, Glasgow                           |                                                 |
| 20:00 UTC | Snodgrass 28e · Naismith 73e | (1 - 0) |         | Spectateurs : 30 172 Arbitrage : Ovidiu Haţegan | Spectateurs : 30 172 Arbitrage : Ovidiu Haţegan |
| 20:00 UTC | Rapport                      |         |         | Spectateurs : 30 172 Arbitrage : Ovidiu Haţegan | Spectateurs : 30 172 Arbitrage : Ovidiu Haţegan |

## Buteurs
| Pos | Joueur                 | Pays           | Buts |
| --- | ---------------------- | -------------- | ---- |
| 1   | Kevin De Bruyne        | Belgique       | 4    |
| 1   | Gareth Bale            | Pays de Galles | 4    |
| 1   | Aleksandar Kolarov     | Serbie         | 4    |
| 4   | Filip Đuričić          | Serbie         | 3    |
| 4   | Aaron Ramsey           | Pays de Galles | 3    |
| 4   | Mario Mandžukić        | Croatie        | 3    |
| 7   | Vincent Kompany        | Belgique       | 2    |
| 7   | Christian Benteke      | Belgique       | 2    |
| 7   | Romelu Lukaku          | Belgique       | 2    |
| 7   | Eden Hazard            | Belgique       | 2    |
| 7   | Kevin Mirallas         | Belgique       | 2    |
| 7   | Eduardo Alves da Silva | Croatie        | 2    |
| 7   | Agim Ibraimi           | Macédoine      | 2    |
| 7   | Robert Snodgrass       | Écosse         | 2    |
| 7   | Dušan Tadić            | Serbie         | 2    |
| 16  | Guillaume Gillet       | Belgique       | 1    |
| 16  | Jan Vertonghen         | Belgique       | 1    |
| 16  | Marouane Fellaini      | Belgique       | 1    |
| 16  | Steven Defour          | Belgique       | 1    |
| 16  | Nikica Jelavić         | Croatie        | 1    |
| 16  | Ivan Perišić           | Croatie        | 1    |
| 16  | Vedran Ćorluka         | Croatie        | 1    |
| 16  | Ivan Rakitić           | Croatie        | 1    |
| 16  | Ivica Olić             | Croatie        | 1    |
| 16  | Dejan Lovren           | Croatie        | 1    |
| 16  | Niko Kranjčar          | Croatie        | 1    |
| 16  | Kenny Miller           | Écosse         | 1    |
| 16  | James Morrison         | Écosse         | 1    |
| 16  | Grant Hanley           | Écosse         | 1    |
| 16  | Ikechi Anya            | Écosse         | 1    |
| 16  | Shaun Maloney          | Écosse         | 1    |
| 16  | Steven Naismith        | Écosse         | 1    |
| 16  | Nikolče Noveski        | Macédoine      | 1    |
| 16  | Adis Jahović           | Macédoine      | 1    |
| 16  | Jovan Kostovski        | Macédoine      | 1    |
| 16  | Aleksandar Trajkovski  | Macédoine      | 1    |
| 16  | Ivan Tričkovski        | Macédoine      | 1    |
| 16  | Branislav Ivanović     | Serbie         | 1    |
| 16  | Dušan Basta            | Serbie         | 1    |
| 16  | Zoran Tošić            | Serbie         | 1    |
| 16  | Miralem Sulejmani      | Serbie         | 1    |
| 16  | Lazar Marković         | Serbie         | 1    |
| 16  | Filip Djordjevic       | Serbie         | 1    |
| 16  | Stefan Šćepović        | Serbie         | 1    |
| 16  | Miralem Sulejmani      | Serbie         | 1    |
| 16  | Hal Robson-Kanu        | Pays de Galles | 1    |
| 16  | Simon Church           | Pays de Galles | 1    |